# Alireza Aghajanighasab
Alireza Aghajanighasab (Babol, 28 de agosto de 1998) é um voleibolista de praia iraniano, semifinalista no Campeonato Asiático de Vôlei de Praia Sub-21 de 2017 na Tailândia. 

## Carreira
Desde as categorias de base representa seu país, e formando dupla com Ali Shahbazi participou da edição do Campeonato Mundial de Vôlei de Praia Sub-19 de 2016, este realizado em Lárnaca, Chipre, encerrando na décima sétima posição, no ano seguinte disputou ao lado de Javad Firouzpourbandpei a segunda edição do Campeonato Asiático de Vôlei de Praia Sub-21 realizado em Roi Et e terminaram na quarta colocação e disputaram juntos a edição do Campeonato Mundial de Vôlei de Praia Sub-21 de 2017 sediado em Nanquim, China, quando finalizaram na nona posição.
Compos parceria com Mohammad Sadeghi Malati disputou o Circuito Mundial de 2018 alcançando a quadragésima primeira posição no Aberto de Kish, etapa válida pelo torneio categoria tres estrelas.No início da temporada do Circuito Mundial de 2019, iniciado em 2018, passou a competir ao lado de Abbas Pourasgari na conquista da medalha de bronze no Aberto de Babolsar, categoria uma estrela

## Títulos e resultados
- Future de Wenzhou do Circuito Mundial de Vôlei de Praia de 2023
- Torneio 1* de Babolsar do Circuito Mundial de Vôlei de Praia:2019[5]
- Circuito Asiático de Voleibol de Praia Sub-21:2017[2]